# Френч-Кемп (Каліфорнія)
Френч-Кемп (англ. French Camp) — переписна місцевість (CDP) в США, в окрузі Сан-Хоакін штату Каліфорнія. Населення — 3770 осіб (2020).

## Географія
Френч-Кемп розташований за координатами 37°52′5″ пн. ш. 121°16′17″ зх. д. / 37.86806° пн. ш. 121.27139° зх. д. (37.868136, -121.271419).  За даними Бюро перепису населення США в 2010 році переписна місцевість мала площу 8,14 км², з яких 8,14 км² — суходіл та 0,00 км² — водойми.

## Демографія
Згідно з переписом 2010 року, у переписній місцевості мешкало 3376 осіб у 509 домогосподарствах у складі 372 родин. Густота населення становила 415 осіб/км².  Було 575 помешкань (71/км²).
Расовий склад населення:
| - 49,7 % — білих - 12,1 % — чорних або афроамериканців - 4,8 % — азіатів - 0,9 % — корінних американців - 0,3 % — вихідців з тихоокеанських островів - 27,3 % — осіб інших рас |

До двох чи більше рас належало 4,8 %. Частка іспаномовних становила 51,8 % від усіх жителів.
За віковим діапазоном населення розподілялося таким чином: 21,7 % — особи молодші 18 років, 71,3 % — особи у віці 18—64 років, 7,0 % — особи у віці 65 років та старші. Медіана віку мешканця становила 30,1 року. На 100 осіб жіночої статі у переписній місцевості припадало 193,1 чоловіків;  на 100 жінок у віці від 18 років та старших — 208,6 чоловіків також старших 18 років.
Середній дохід на одне домашнє господарство  становив 45 545 доларів США (медіана — 35 313), а середній дохід на одну сім'ю — 60 290 доларів (медіана — 48 021). Медіана доходів становила 27 083 долари для чоловіків та 16 544 долари для жінок. За межею бідності перебувало 30,2 % осіб, у тому числі 33,1 % дітей у віці до 18 років та 21,3 % осіб у віці 65 років та старших.
Цивільне працевлаштоване населення становило 1029 осіб. Основні галузі зайнятості: сільське господарство, лісництво, риболовля — 31,8 %, виробництво — 15,6 %, мистецтво, розваги та відпочинок — 11,0 %, освіта, охорона здоров'я та соціальна допомога — 8,8 %.